# Walter Dyett
Walter Henri Dyett (* 11. Januar 1901; † 17. November 1969) war ein US-amerikanischer Geiger und Musiklehrer. Als Musikdirektor an der „DuSable High School“ in Chicago unterrichtete er viele Studenten, die bekannte Musiker wurden.

## Biografie
Nach seinem Studium der Musik an der University of California, Berkeley in Kalifornien ging er nach Chicago und leitete eine Army Band, wo er auch seinen Spitznamen „Captain Dyett“ erhielt. 1931 wurde er Assistant an der „Wendell Phillips High School“ in Chicago, bevor er an die neu gegründete DuSable High School als Musikdirektor wechselte.
Sein Programm an der DuSable erhielt schnell eine exzellente Reputation, besonders durch seine jährliche Benefiz-Revue „Hi Jinks“. Er zog einige der besten Musiker in Chicago an, darunter:
Gene Ammons, Nat King Cole, Jerome Cooper, Richard Davis, Bo Diddley, Dorothy Donegan, Von Freeman, John Gilmore, Johnny Griffin, Eddie Harris, Johnny Hartman, Milt Hinton, Fred Hopkins, Joseph Jarman, Leroy Jenkins, Clifford Jordan, Walter Perkins, Julian Priester, Wilbur Ware, Dinah Washington.